# Zentralamerikanische Handballmeisterschaft der Männer 2021
Die Zentralamerikanische Handballmeisterschaft der Männer 2021 war die vierte Austragung der Zentralamerikanischen Handballmeisterschaft für Männer-Nationalmannschaften Zentralamerikas. Organisiert wurde sie von der Süd- und zentralamerikanischen Handballkonföderation. Gespielt wurde in einem einfachen Jeder-gegen-jeden-Turnier. Sieger in Tegucigalpa, Honduras, wurde die Costa-ricanische Männer-Handballnationalmannschaft, die sich damit für die Süd- und zentralamerikanische Handballmeisterschaft der Männer 2022 qualifizierte.

## Turnier
| Pl. | Land        | Sp. | S | U | N | Tore    | Diff. | Punkte |
| --- | ----------- | --- | - | - | - | ------- | ----- | ------ |
| 1.  | Costa Rica  | 2   | 2 | 0 | 0 | 079:500 | +29   | 4      |
| 2.  | El Salvador | 2   | 1 | 0 | 1 | 048:540 | −6    | 2      |
| 3.  | Honduras    | 2   | 0 | 0 | 2 | 046:690 | −23   | 0      |

Anmk.: Bei Punktgleichheit entschied der direkte Vergleich, dann das Torverhältnis.
| 11. November 2021 | El Salvador | 25:19 | Honduras | Complejo Deportivo UPNFM, Tegucigalpa |
| 11. November 2021 |             |       |          | Complejo Deportivo UPNFM, Tegucigalpa |
| 11. November 2021 |             |       |          | Complejo Deportivo UPNFM, Tegucigalpa |

| 12. November 2021 | Costa Rica | 35:23 | El Salvador | Complejo Deportivo UPNFM, Tegucigalpa |
| 12. November 2021 |            |       |             | Complejo Deportivo UPNFM, Tegucigalpa |
| 12. November 2021 |            |       |             | Complejo Deportivo UPNFM, Tegucigalpa |

| 13. November 2021 | Honduras | 27:44 | Costa Rica | Complejo Deportivo UPNFM, Tegucigalpa |
| 13. November 2021 |          |       |            | Complejo Deportivo UPNFM, Tegucigalpa |
| 13. November 2021 |          |       |            | Complejo Deportivo UPNFM, Tegucigalpa |